# Route de France féminine 2012
La Route de France féminine 2012 est la sixième édition de la Route de France féminine, course cycliste par étapes disputée en France. Elle est organisée par l'Organisation Routes et Cycles (ORC). Elle s'est élancée de Saint-Pol-sur-Mer, dans le département du Nord, le samedi 4 août 2012 pour rallier après près de 930 kilomètres de course et 9 étapes la ville de Munster dans le Haut-Rhin le dimanche 12 août 2012.
Il est à noter que cette édition 2012 fait directement suite à l'édition 2010, la course en 2011 n'ayant pas pu se tenir.

## Étapes
| Étape     | Date         | Parcours                               | Type                        | Distance (km) | Vainqueur d’étape | Partantes/ Arrivantes | Leader du classement général |
| --------- | ------------ | -------------------------------------- | --------------------------- | ------------- | ----------------- | --------------------- | ---------------------------- |
| 1re étape | Sam. 4 août  | Saint-Pol-sur-Mer – Saint-Pol-sur-Mer  | Contre-la-montre individuel | 5.1           | Alena Amialiusik  | 69/69                 | Alena Amialiusik             |
| 2e étape  | Dim. 5 août  | Dunkerque – Nœux-les-Mines             | Étape de plaine             | 102.4         | Cherise Taylor    | 69/69                 | Alena Amialiusik             |
| 3e étape  | Lun. 6 août  | Nœux-les-Mines – Tergnier              | Étape de plaine             | 130.7         | Lucinda Brand     | 68/67                 | Amanda Miller                |
| 4e étape  | Mar. 7 août  | Soissons – Pontault-Combault           |                             | 110.6         | Simona Frapporti  | 67/67                 | Amanda Miller                |
| 5e étape  | Mer. 8 août  | Pontault-Combault – Châlette-sur-Loing | Étape de plaine             | 125.1         | Chloe Hosking     | 67/63                 | Amanda Miller                |
| 6e étape  | Jeu. 9 août  | CREPS Bourgogne-Dijon – Arc-et-Senans  | Étape de plaine             | 99.8          | Loren Rowney      | 63/63                 | Amanda Miller                |
| 7e étape  | Ven. 10 août | Morteau – Planche des Belles Filles    | Étape de montagne           | 126.4         | Evelyn Stevens    | 62/59                 | Evelyn Stevens               |
| 8e étape  | Sam. 11 août | Lure – Saint-Dié-des-Vosges            | Étape de montagne moyenne   | 115.3         | Andrea Dvorak     | 59/57                 | Evelyn Stevens               |
| 9e étape  | Dim. 12 août | Corcieux – Munster                     | Étape de montagne moyenne   | 113.9         | Evelyn Stevens    | 57/37                 | Evelyn Stevens               |

## Classements finals

### Classement général
|    | Cycliste         | Pays           | Équipe                |    | Temps            |
| -- | ---------------- | -------------- | --------------------- | -- | ---------------- |
| 1  | Evelyn Stevens   | États-Unis     | Specialized Lululemon | en | 25 h 12 min 10 s |
| 2  | Kristin McGrath  | États-Unis     | États-Unis            | +  | 1 min 10 s       |
| 3  | Carlee Taylor    | Australie      | Vienne Futuroscope    |    | 1 min 51 s       |
| 4  | Lise Olivier     | Afrique du Sud | Lotto Belisol ladies  |    | 3 min 01 s       |
| 5  | Lucinda Brand    | Pays-Bas       | AA-Drink-Leontien.nl  |    | 3 min 37 s       |
| 6  | Edwige Pitel     | France         | France                |    | 4 min 02 s       |
| 7  | Inga Čilvinaitė  | Lituanie       | Diadora – Pasta Zara  |    | 4 min 57 s       |
| 8  | Grete Treier     | Estonie        | Michela Fanini Rox    |    | 5 min 07 s       |
| 9  | Karol-Ann Canuel | Canada         | Vienne Futuroscope    |    | 5 min 14 s       |
| 10 | Dalia Muccioli   | Italie         | Be Pink               |    | 5 min 27 s       |

### Classements annexes
|   | Cycliste        | Pays        |    | Temps            |
| - | --------------- | ----------- | -- | ---------------- |
| 1 | Dalia Muccioli  | Italie      | en | 25 h 17 min 37 s |
| 2 | Lucie Pader     | France      | +  | 12 min 10 s      |
| 3 | Katie Colclough | Royaume-Uni |    | 19 min 06 s      |

|   | Équipe                | Pays       |    | Temps            |
| - | --------------------- | ---------- | -- | ---------------- |
| 1 | Vienne Futuroscope    | France     | en | 75 h 49 min 48 s |
| 2 | Équipe des États-Unis | États-Unis | +  | 4 min 22 s       |
| 3 | Be Pink               | Italie     |    | 16 min 05 s      |

## Prix de la combativité
| Étape    | Date         | Parcours                               | Type                      | Distance (km) | Prix de la combativité              |
| -------- | ------------ | -------------------------------------- | ------------------------- | ------------- | ----------------------------------- |
| 2e étape | Dim. 5 août  | Dunkerque – Nœux-les-Mines             | Étape de plaine           | 102.4         | Ann-Sophie Duyck                    |
| 3e étape | Lun. 6 août  | Nœux-les-Mines – Tergnier              | Étape de plaine           | 130.7         | Andrea Graus                        |
| 4e étape | Mar. 7 août  | Soissons – Pontault-Combault           |                           | 110.6         | Valentina Bastianelli               |
| 5e étape | Mer. 8 août  | Pontault-Combault – Châlette-sur-Loing | Étape de plaine           | 125.1         | Emilia Fahlin                       |
| 6e étape | Jeu. 9 août  | CREPS Bourgogne-Dijon – Arc-et-Senans  | Étape de plaine           | 99.8          | Silvia Moroni                       |
| 7e étape | Ven. 10 août | Morteau – Planche des Belles Filles    | Étape de montagne         | 126.4         | Silvia Valsecchi / Simona Frapporti |
| 8e étape | Sam. 11 août | Lure – Saint-Dié-des-Vosges            | Étape de montagne moyenne | 115.3         | Alessia Martini / Ella Michal       |
| 9e étape | Dim. 12 août | Corcieux – Munster                     | Étape de montagne moyenne | 113.9         | Carlee Taylor                       |